# Guortesliden
Guortesliden är ett naturreservat i Arvidsjaurs kommun i Norrbottens län.
Området är naturskyddat sedan 2009 och är 1,4 kvadratkilometer stort. Reservatet omfattar de högre delarna av berget med detta namn och en liten myr mellan två av dess toppar. Reservatet består av urskogslik granskog och partier av lövträd.